# Kultúra keretprogram
Az Európai Unió ágazati szakpolitikái közé tartozik a kulturális politika, melynek célkitűzéseit leghatékonyabban a közösségi programok és kezdeményezések pénzügyi támogatásával tudja megvalósítani. Ezek közül kiemelkedett a Kultúra 2000, majd a Kultúra 2007–2013 keretprogram, melyek a korábbi szektoriális programokkal (Kaleidoscope, Ariane és Raphael) ellentétben már összehangoltan támogatták a művészet és kultúra összes területét.

## Előzmények
Az első jelentősebb kulturális jellegű kezdeményezések a Kaleidoscope, az Ariane és a Raphael programok voltak az 1990-es évek második felében. A Kaleidoscope a művészeti tevékenységek támogatását, az Ariane az olvasáskultúra előmozdítását, a Raphael pedig az európai kulturális örökség védelmét tűzte ki célul. A programok megvalósításukban különböztek, céljaik azonban azonosak voltak a következő területeken: a kulturális élet szereplői közötti együttműködés, különös tekintettel az információ- és tapasztalatcserére, illetve a kulturális életben való részvétel biztosítása a lakosság számára.

## Kultúra 2000
Az eredetileg öt évre tervezett keretprogram költségvetése 167 millió euró volt, de a sikerre való tekintettel még két évre kiterjesztették a működését, újabb 69,5 millió euró bevonásával. 
Célkitűzései közé tartozott többek között az európai népek történelmének kölcsönös megismertetése, a művészek és alkotásaik mobilitása, a kulturális sokszínűség előmozdítása, valamint az európai kultúra megjelenítése a nem európai országokban  is. A célokkal összhangban az Európai Bizottság évente új pályázati felhívást írt ki, melyben meghatározta a következő évben prioritást élvező területeket. Így például 2002-ben a vizuális művészetek, 2003-ban pedig az előadó művészetek kerültek előtérbe. A pályázatokat elsősorban művészek és kultúrával foglalkozó állami vagy magánszervezetek nyújtották be. A tapasztalatok szerint minél több társszervezővel sikerült összefogni, annál nagyobb volt az esély a pozitív elbírálásra, ezzel is a nemzetközi együttműködést igyekeztek ösztönözni.

## Kultúra 2007–2013
A Kultúra 2000 keretprogram sikerére való tekintettel az Európai Bizottság 2004-ben javaslatot tett egy új Kultúra program létrehozására. A jelenleg is hatályos Kultúra 2007-2013 program költségvetését 400 millió euróban rögzítették, kialakításában pedig a szakértők mellett internetes fórumokon keresztül a kultúra iránt érdeklődők javaslatait is figyelembe vették. A program legfőbb célja a kulturális szektorban dolgozó személyek mobilitásának támogatása, a művészeti alkotások nemzetközi áramlásának elősegítése, valamint a kultúrák között információcsere élénkítése. A Kultúra 2000 programhoz képest növeli a hosszú távú projektekre nyújtott támogatásokat, amik elnyeréséhez legalább hat ország legalább hat kulturális szervezetének kell összefognia. A rövid távú programokhoz ezzel szemben legalább három ország legalább három szervezetének együttműködésére van szükség. A Kultúra 2007–2013 program irányítása és végrehajtása a 2006. január 1-jén felállított Európai Oktatási, Audiovizuális és Kulturális Végrehajtási Ügynökség hatáskörébe tartozik.